# مايكل ديفيد رينولدز
مايكل ديفيد رينولدز (بالإنجليزية: Michael D. Reynolds)‏ هو عالم فلك أمريكي، ولد في 1954.